# Margecany
Margecany (em alemão: Margareten; em húngaro: Margitfalva) é um município da Eslováquia, situado no distrito de Gelnica, na região de Košice. Tem 17,63 km² de área e sua população em 2018 foi estimada em 1.903 habitantes.

## Demografia
| Ano:        | 1994 | 2004   | 2014   | 2024   |
| ----------- | ---- | ------ | ------ | ------ |
| Broj ljudi: | 2063 | 2020   | 1940   | 1833   |
| Razlika:    |      | -2,08% | -3,96% | -5,51% |

| Ano:               | 2023 | 2024   |
| ------------------ | ---- | ------ |
| Número de pessoas: | 1850 | 1833   |
| Diferença:         |      | -0,91% |